# Kissáros
Kissáros (szlovákul: Malý Šariš, németül: Klein-Scharosch) község Szlovákiában, az Eperjesi kerület Eperjesi járásában.

## Fekvése
Eperjestől 4 km-re nyugatra, a Szinye-patak és a Tarca között fekszik.

## Története
A régészeti leletek tanúsága szerint területén az újkőkor végén és a bronzkor elején éltek már emberek.
A mai települést 1248-ban „Kis Sarus” alakban említik először, ekkor Sáros várának tartozéka volt. 1427-ben 56 portája adózott. A 16. századtól a Sós család és más nemes családok birtoka volt. 1787-ben 71 házában 496 lakos élt, ebben az évben egy tűzvészben az egész falu leégett.
A 18. század végén Vályi András így ír róla: „Kis Sáros. Tót falu Sáros Várm. földes Ura Péchy Uraság, fekszik Zsebfaluhoz közel, mellynek filiája; határbéli földgye középszerű, fája, legelője van, piatza nem meszsze.”
1828-ban 68 háza volt 521 lakossal.
Fényes Elek 1851-ben kiadott geográfiai szótárában így ír a faluról: „Kis-Sáros, tót falu, Sáros vgyében, Eperjeshez nyugotra 1/2 mfd., 478 kath., 89 evang., 10 zsidó lak. Szántóföldje meglehetős; erdeje igen nagy. A faluhoz délre 1 1/2 órányira van a hires kis-sárosi savanyuviz. Ebben igen sok szénsavany, kénkősavany-szesz és vas találtatik; mellyre nézve felette erős és ingerlő kigőzölgése a kisebb madarakat vagy állatokat megszéditi. Használ a bőr betegségekben, fekélyben és petyhedt sebekben, csúzban. F. u. többen.”
1920 előtt Sáros vármegye Eperjesi járásához tartozott.

## Népessége
| Év:            | 1994. | 2004.   | 2014.    | 2024.    |
| -------------- | ----- | ------- | -------- | -------- |
| Emberek száma: | 1297  | 1363    | 1593     | 1903     |
| Eltérés:       |       | +5,08 % | +16,87 % | +19,46 % |

| Év:            | 2023. | 2024.   |
| -------------- | ----- | ------- |
| Emberek száma: | 1883  | 1903    |
| Eltérés:       |       | +1,06 % |

1910-ben 698, túlnyomórészt szlovák anyanyelvű lakosa volt.
2001-ben 1303 lakosából 1273 szlovák volt.
2011-ben 1485 lakosából 1405 szlovák.

## Neves személyek
- Itt született Meliórisz Béla (1875-1901) ügyvéd, evangélikus jogakadémiai rendkívüli tanár.
- Itt tanult[forrás?] Lukas Graffius (1667-1736) ág. ev. szuperintendens.
- Itt tanult[forrás?] Petrichevich-Horváth Boldizsár (1714-1777) erdélyi nagybirtokos, táblabíró, országgyűlési követ és királyi biztos. 1753-tól haláláig az unitárius egyház főgondnoka.

## Nevezetességei
- Krisztus Király tiszteletére szentelt római katolikus temploma a 18. század végén épült.
- Három klasszicista kúriája a 19. század első felében épült.